# Titre du membre d'une législature territoriale
Dans certains pays du monde anglo-saxon, le titre du membre d’une législature territoriale est une appellation officielle ou informelle généralement employée en anglais sous la forme d’initiales post-nominales pour qualifier l’un des élus d’une assemblée législative d’une entité fédérée ou locale.
La notion s’oppose au niveau supérieur au titre de membre du Parlement (Member of Parliament en anglais), habituellement réservé aux membres des législatures fédérales ou nationales avec les initiales post-nominales de « MP » (prononcé [ɛmpiː]). Au niveau inférieur, les élus siégeant dans les conseils de gouvernement local sont le plus souvent qualifiés de conseillers (councillors en anglais, abrégé en « Cllr ») ou encore d’échevins (aldermen en anglais) ; ces appellations sont quant à elles utilisées avant l’identité de l’élu.

## Définition

### Usage
À l’instar d’un membre du Parlement, un membre d’une législature territoriale utilise en anglais le titre associé à celle-ci sous la forme d’initiales post-nominales pendant l’exercice de son mandat. Cependant, l’utilisation d’un tel titre législatif est principalement réservé à l’écrit et ne s’emploie pas pour les salutations, les formules de politesse orales ni même dans une conversation.
Les titres peuvent être similaires à niveau égal à l’échelle d’une nation ; en Malaisie par exemple, tous les membres de chaque législature d’État portent le titre de membre de l’Assemblée législative (Member of the Legislative Assembly, abrégé en « MLA »). Les titres peuvent aussi varier localement en fonction de considérations propres à la chambre : au Canada, une variété de titres — membre de l’Assemblée législative (« MLA »), membre de la Chambre d’assemblée (Member of the House of Assembly, abrégé en « MHA »), etc. — est utilisée en fonction des législatures des provinces ou des territoires.
Il existe aussi des titres de membre propres aux législatures territoriales afin de distinguer dans le contexte national les représentants locaux des membres du Parlement agissant au niveau de l’État souverain. Ainsi, au Royaume-Uni, les élus des législatures dévolues portent les titres de membre de l’Assemblée législative (Member of the Legislative Assembly, abrégé en « MLA »), en Irlande-du-Nord, de membre du Parlement écossais (Member of the Scottish Parliament, abrégé en « MSP »), en Écosse, et de membre du Senedd (Member of the Senedd, abrégé en « MS »), au pays de Galles, afin de les distinguer d’un membre du Parlement (Member of Parliament, abrégé en « MP »), qui siège lui à la Chambre des communes.
En français, l’utilisation d’un tel titre n’est plus courante. En effet, par calque linguistique, seuls les membres de l’assemblée provinciale québécoise, ou les députés provinciaux québécois, ont été légalement qualifiés de :
- membre du Parlement provincial (abrégé en « M.P.P. »), de 1955 à 1968[2] ;
- membre du Parlement québécois (abrégé en « M.P.Q. »), de 1968 à 1971[3] ;
- membre de l’Assemblée nationale (abrégé en « M.A.N. ») de 1971 à 1982[4].

### Typologie
Le titre du membre d’une législature territoriale peut varier selon le nom de la chambre et le pays. Les formes habituelles sont celles de :
- membre de l’Assemblée (Assembly Member en anglais, abrégé en « AM » et prononcé [ˈeɪɛm]) ;
- membre de l’Assemblée législative (Member of the Legislative Assembly en anglais, abrégé en « MLA » et prononcé [ɛmɛlˈeɪ]) ;
- membre de la Chambre d’assemblée (Member of the House of Assembly en anglais, abrégé en « MHA » et prononcé [ɛmeɪtʃˈeɪ]) ;
- membre du Conseil législatif (Member of the Legislative Council en anglais, abrégé en « MLC » et prononcé [ɛmɛlsiː]) ;
- membre de la Législature provinciale (Member of the Provincial Legislature en anglais, abrégé en « MPL » et prononcé [ɛmpiːɛl]) ;
- membre du Parlement provincial (Member of Provincial Parliament en anglais, abrégé en « MPP » et prononcé [ɛmpiːpiː]).

Les formes plurielles abrégées correspondantes — respectivement « AMs », « MLAs », « MHAs », « MLCs », « MPLs » et « MPPs » — sont d’usage courant pour qualifier l’ensemble ou plusieurs des membres d’une législature.

## Titres des membres des assemblées territoriales par pays

### Australie
| État ou territoire                     | Assemblée                         | Assemblée           | Titre législatif                                          | Titre législatif   |
| État ou territoire                     | Nom                               | Période d’existence | Forme longue                                              | Suffixe anglophone |
| -------------------------------------- | --------------------------------- | ------------------- | --------------------------------------------------------- | ------------------ |
| Australie-Méridionale                  | Assemblée d'Australie-Méridionale | Depuis 1857         | Membre du Parlement                                       | MP                 |
| Australie-Méridionale                  | Conseil législatif                | Depuis 1840         | Membre du Conseil législatif                              | MLC                |
| Australie-Occidentale                  | Assemblée législative             | Depuis 1890         | Membre de l’Assemblée législative                         | MLA                |
| Australie-Occidentale                  | Conseil législatif                | Depuis 1832         | Membre du Conseil législatif                              | MLC                |
| Nouvelle-Galles-du-Sud                 | Assemblée législative             | Depuis 1856         | Membre de l’Assemblée législative (avant les années 1990) | MLA                |
| Nouvelle-Galles-du-Sud                 | Assemblée législative             | Depuis 1856         | Membre du Parlement (depuis les années 1990)              | MP                 |
| Nouvelle-Galles-du-Sud                 | Conseil législatif                | Depuis 1823         | Membre du Conseil législatif                              | MLC                |
| Île Norfolk                            | Assemblée législative             | 1979-2015           | Membre de l’Assemblée législative                         | MLA                |
| Queensland                             | Assemblée législative             | Depuis 1860         | Membre de l’Assemblée législative (avant 2000)            | MLA                |
| Queensland                             | Assemblée législative             | Depuis 1860         | Membre du Parlement (depuis 2000)                         | MP                 |
| Queensland                             | Conseil législatif                | 1860-1922           | Membre du Conseil législatif                              | MLC                |
| Tasmanie                               | Chambre d’assemblée               | Depuis 1856         | Membre de la Chambre d’assemblée                          | MHA                |
| Tasmanie                               | Conseil législatif                | Depuis 1825         | Membre du Conseil législatif                              | MLC                |
| Territoire du Nord                     | Assemblée législative             | Depuis 1974         | Membre de l’Assemblée législative                         | MLA                |
| Territoire de la Capitale-Australienne | Chambre d’assemblée               | 1975-1986           | Membre de la Chambre d’assemblée                          | MHA                |
| Territoire de la Capitale-Australienne | Assemblée législative             | Depuis 1986         | Membre de l’Assemblée législative                         | MLA                |
| Victoria                               | Assemblée législative             | Depuis 1856         | Membre de l’Assemblée législative                         | MLA                |
| Victoria                               | Conseil législatif                | Depuis 1851         | Membre du Conseil législatif                              | MLC                |

### Canada
| Province ou territoire    | Assemblée             | Assemblée           | Titre législatif                  | Titre législatif |
| Province ou territoire    | Nom                   | Période d’existence | Forme longue                      | Suffixe          |
| ------------------------- | --------------------- | ------------------- | --------------------------------- | ---------------- |
| Alberta                   | Assemblée législative | Depuis 1905         | Membre de l’Assemblée législative | MLA              |
| Colombie-Britannique      | Assemblée législative | Depuis 1871         | Membre de l’Assemblée législative | MLA              |
| Île-du-Prince-Édouard     | Chambre d’assemblée   | 1773-1893           | Membre de la Chambre d’assemblée  | MHA              |
| Île-du-Prince-Édouard     | Assemblée législative | Depuis 1893         | Membre de l’Assemblée législative | MLA              |
| Île-du-Prince-Édouard     | Conseil législatif    | 1773-1893           | Membre du Conseil législatif      | MLC              |
| Manitoba                  | Assemblée législative | Depuis 1870         | Membre de l’Assemblée législative | MLA              |
| Manitoba                  | Conseil législatif    | 1870-1876           | Membre du Conseil législatif      | MLC              |
| Nouveau-Brunswick         | Assemblée législative | Depuis 1784         | Membre de l’Assemblée législative | MLA              |
| Nouveau-Brunswick         | Conseil législatif    | 1785-1892           | Membre du Conseil législatif      | MLC              |
| Nouvelle-Écosse           | Assemblée législative | Depuis 1758         | Membre de l’Assemblée législative | MLA              |
| Nouvelle-Écosse           | Conseil législatif    | 1838-1928           | Membre du Conseil législatif      | MLC              |
| Nunavut                   | Assemblée législative | Depuis 1999         | Membre de l’Assemblée législative | MLA              |
| Ontario                   | Assemblée législative | Depuis 1867         | Membre du Parlement provincial    | MPP              |
| Québec                    | Assemblée législative | 1867-1968           | Membre de l’Assemblée législative | MLA              |
| Québec                    | Assemblée nationale   | Depuis 1968         | Membre de l’Assemblée nationale   | MNA              |
| Québec                    | Conseil législatif    | 1867-1868           | Membre du Conseil législatif      | MLC              |
| Saskatchewan              | Assemblée législative | Depuis 1905         | Membre de l’Assemblée législative | MLA              |
| Terre-Neuve               | Chambre d’assemblée   | 1833-1934           | Membre de la Chambre d’assemblée  | MHA              |
| Terre-Neuve               | Chambre d’assemblée   | 1949-2001           | Membre de la Chambre d’assemblée  | MHA              |
| Terre-Neuve               | Conseil législatif    | 1833-1934           | Membre du Conseil législatif      | MLC              |
| Terre-Neuve-et-Labrador   | Chambre d’assemblée   | Depuis 2001         | Membre de la Chambre d’assemblée  | MHA              |
| Territoires du Nord-Ouest | Conseil législatif    | 1951-1975           | Membre du Conseil législatif      | MLC              |
| Territoires du Nord-Ouest | Assemblée législative | Depuis 1975         | Membre de l’Assemblée législative | MLA              |
| Yukon                     | Assemblée législative | Depuis 1978         | Membre de l’Assemblée législative | MLA              |

### Inde
En Inde, il existe des parlements dans 28 États et 2 territoires de l’Union. Certains, fonctionnant sur un modèle monocaméral, sont dotés d’une seule législature appelée assemblée législative (ou « Vidhan Sabha »). Les autres admettent en plus d’une assemblée législative une autre chambre, le conseil législatif (ou « Vidhan Parishad »).
Les membres d’une assemblée législative sont qualifiés de MLAs (de l’anglais Members of the Legislative Assembly, c’est-à-dire « membres de l’Assemblée législative ») et ceux d’un conseil législatif de MLCs (de l’anglais Members of the Legislative Council, c’est-à-dire « membres du Conseil législatif »).

### Malaisie
En Malaisie, chacun des 13 États est doté d’une législature unique appelée « assemblée législative d’État » (Dewan Undangan Negeri en malais et state legislative assembly en anglais). Les représentants de la législature sont titrés membres de l’Assemblée législative (« MLAs »).

### Royaume-Uni

#### Législatures dévolues
| Entité dévolue  | Assemblée            | Assemblée           | Titre législatif                  | Titre législatif         |
| Entité dévolue  | Nom                  | Période d’existence | Forme longue                      | Suffixe en langue locale |
| --------------- | -------------------- | ------------------- | --------------------------------- | ------------------------ |
| Écosse          | Parlement            | Depuis 1999         | Membre du Parlement écossais      | MSP (anglais et scots)   |
| Écosse          | Parlement            | Depuis 1999         | Membre du Parlement écossais      | BPA (gaélique écossais)  |
| Pays de Galles  | Assemblée nationale  | 1999-2020           | Membre de l’Assemblée             | AM (anglais)             |
| Pays de Galles  | Assemblée nationale  | 1999-2020           | Membre de l’Assemblée             | AC (gallois)             |
| Pays de Galles  | Parlement            | Depuis 2020         | Membre du Senedd                  | MS (anglais)             |
| Pays de Galles  | Parlement            | Depuis 2020         | Membre du Parlement               | AS (gallois)             |
| Grand-Londres   | Assemblée            | Depuis 2000         | Membre de l’Assemblée             | AM                       |
| Irlande-du-Nord | Chambre des communes | 1922-1973           | Membre du Parlement               | MP                       |
| Irlande-du-Nord | Assemblée            | Depuis 1998         | Membre de l’Assemblée législative | MLA                      |

#### Autres législatures
| Entité                    | Assemblée             | Assemblée           | Titre législatif                  | Titre législatif   |
| Entité                    | Nom                   | Période d’existence | Forme longue                      | Suffixe anglophone |
| ------------------------- | --------------------- | ------------------- | --------------------------------- | ------------------ |
| Anguilla                  | Chambre d’assemblée   | Depuis 1982         | Membre de la Chambre d’assemblée  | MHA                |
| Bermudes                  | Chambre d’assemblée   | Depuis 1968         | Membre du Parlement               | MP                 |
| Îles Caïmans              | Assemblée législative | Depuis 1831         | Membre de l’Assemblée législative | MLA                |
| Gibraltar                 | Chambre d’assemblée   | 1966-2007           | Membre de la Chambre d’assemblée  | MHA                |
| Gibraltar                 | Parlement             | Depuis 2007         | Membre du Parlement               | MP                 |
| Île de Man                | Chambre               | Depuis 1856         | Membre de la Chambre des clefs    | MHK                |
| Île de Man                | Conseil législatif    | Depuis 1980         | Membre du Conseil législatif      | MLC                |
| Îles Malouines            | Assemblée législative | Depuis 2009         | Membre de l’Assemblée législative | MLA                |
| Montserrat                | Assemblée législative | Depuis 2011         | Membre de l’Assemblée législative | MLA                |
| Îles Turques-et-Caïques   | Chambre d’assemblée   | Depuis 2007         | Membre de la Chambre d’assemblée  | MHA                |
| Îles Vierges britanniques | Chambre d’assemblée   | Depuis 2007         | Membre de la Chambre d’assemblée  | MHA                |